# The Colour of My Love
Albums de Céline Dion
Celine Dion
(1992) Les Premières Années
(1993)
Singles
1. When I Fall in Love
Sortie : 28 juin 1993
2. The Power of Love
Sortie : 1er novembre 1993
3. Misled
Sortie : 4 avril 1994
4. Think Twice
Sortie : 18 juillet 1994
5. Only One Road
Sortie : 21 novembre 1994
6. Next Plane Out
Sortie : 23 octobre 1995
7. Just Walk Away
Sortie : 23 octobre 1995
8. To Love You More
Sortie : 23 octobre 1995

The Colour of My Love  est le treizième album de Céline Dion, sorti le 9 novembre 1993.

## Histoire
Troisième album anglophone, c'est le premier à être no 1 au Canada. Tout comme son album homonyme, Diane Warren collabore sur ce disque en lui écrivant quatre chansons, ainsi que David Foster qui lui écrit la chanson-titre. L'album, en particulier la chanson-titre, est dédié à son amour René Angélil.
Pour promouvoir l'album, Céline Dion entame une tournée mondiale en mars 1994 avec six concerts à Montréal. Après, elle parcourt le Japon, les États-Unis (pour lesquels elle fait la première partie de Michael Bolton) et la France. La tournée se termine en mai 1995 par un concert au Royaume-Uni. Elle donne un spectacle à Québec dont on tire la cassette vidéo, puis le DVD The Colour of My Love Concert, et un autre en France qui donnera l'album À l'Olympia.
L'album sort en novembre 1993 au Canada aux États-Unis, en décembre 1993 au Japon, ainsi qu'en 1994 dans le reste du monde. Lors du lancement de l'album au Canada au Métropolis, Céline Dion rend public son amour pour René Angélil, qui s'était fait plus discret jusqu'à ce moment et elle l'écrit dans les remerciements de l'album que René est « la couleur de son amour » (ils se marient l'année suivante).

## Ventes
Aux États-Unis, l'album débute en 88e position avant d'atteindre la 4e position, en juin 1994,  mais réussit à demeurer 149 semaines dans les classements. Trois mois après sa sortie, The Colour of My Love s'est vendu à plus d'un million d’exemplaires.
Au Canada, il est la meilleure vente de l'année 1994. Grâce au single The Power of Love, l'album connait un départ fulgurant. L'album entre en 5e position à sa sortie. En janvier 1994, l'album se hisse en première position et y reste pendant 12 semaines consécutives. Un an plus tard, l'album est certifié Diamant pour la vente d'un million de copies vendues. Il s'est vendu depuis à plus de 1 800 000 d'exemplaires[réf. nécessaire].
Au Royaume-Uni, l'album démarre en 10e position en février 1994. L'album connait un bon départ grâce au single The Power Of Love. L'album sort des palmarès en avril 1994. Mais, grâce au single Think Twice, l'album réentre en décembre 1994 en 97e position avant d'atteindre la 1re position près d'un mois plus tard et y reste pendant 6 semaines. En avril 1995, Céline Dion est no 1 des albums et des singles avec Think Twice, égalant le record des Beatles remontant aux années 1960.
En Australie, l'album débute à la 9e position en mars 1994 du palmarès et est rapidement certifié disque d'or, son deuxième dans ce pays après l'album Celine Dion. Près d'un an plus tard, lorsque Think Twice est devenu un énorme succès (qui se hisse à la deuxième place du palmarès et passe presque un an au palmarès), l'album réentre dans les classements en février 1995 pour finalement atteindre 15 mois après sa sortie la 1re position où il reste pendant 8 semaines. Il est le 2e album le plus vendu de l'année 1995 et il est depuis certifié 8x platine.
Durant la première année de sa sortie, l'album se vend à 6 millions d'exemplaires à travers le monde. Le succès du single Think Twice relance les ventes de l'album en 1995 et à la fin de 1995, l'album atteindra des ventes de plus de 13 millions à travers le monde, lui permettant de devenir une star internationale. À ce jour, l'album s'est vendu à 20 millions d'exemplaires dans le monde,.
Le premier single, When I Fall in Love, est un duo avec Clive Griffin qui fait partie de la bande originale du film Nuits blanches à Seattle.
Le deuxième single est The Power of Love. Ce titre devient son premier single à se classer en tête des classements américains et reste no 1 du Billboard Hot 100 pendant quatre semaines. Le titre devient aussi no 1 au Canada et en Australie et dans le top 10 en Suède, Belgique, Royaume-Uni, Nouvelle-Zélande et en France. Elle est nommée aux Grammy Awards en 1995.
Le troisième extrait est Misled. Il atteint la 23e position du Billboard Hot 100 et la 4e position des palmarès canadiens, mais aura un succès limité dans le reste du monde.
Le quatrième extrait est Think Twice et devient un de ses gros succès en Europe. Boudé aux États-Unis, le single se classe no 1 un peu partout en Europe et no 2 en Australie. Il devient le quatrième single d'une chanteuse féminine dépassant le million de ventes au Royaume-Uni et remporte le Ivor Novello Award de la chanson de l'année. La chanson relance les ventes de l'album (d'abord entamé avec The Power of Love) et lui permettre à l'album d'atteindre la 1re position en Australie, Grèce, Belgique, Irlande, Royaume-Uni et Norvège et le top 10 dans plusieurs pays (dont la Suisse, la Nouvelle-Zélande, les Pays-Bas, etc.). 
Le cinquième et dernier extrait pour l'Amérique du Nord est Only One Road. Ce titre aura un succès modéré à l'échelle mondiale, se classant dans le top 10 en Espagne, Royaume-Uni et en Irlande, ainsi que dans le top 40 au Canada, Australie, Pays-Bas et Belgique ,,,.
Next Plane Out sort en Australie, Just walk Away en Europe. Le dernier qui sera lancé au Japon est To Love You More qui sera inclus sur la version rééditée de The Colour of My Love. Il est le premier single non japonais à être en tête du hit-parade au Japon depuis What a Feeling d'Irene Cara en 1983.

## Liste des titres
| No  | Titre                                        | Auteur                                                            | Producteur(s)                  | Durée |
| --- | -------------------------------------------- | ----------------------------------------------------------------- | ------------------------------ | ----- |
| 1.  | The Power of Love                            | Candy DeRouge, Gunther Mende, Mary Susan Applegate, Jennifer Rush | David Foster                   | 5:42  |
| 2.  | Misled                                       | Jimmy Bralower, Peter Zizzo                                       | Ric Wake                       | 3:30  |
| 3.  | Think Twice                                  | Andy Hill, Peter Sinfield                                         | Christopher Neil, Aldo Nova    | 4:47  |
| 4.  | Only One Road                                | Zizzo                                                             | Ric Wake                       | 4:49  |
| 5.  | Everybody's Talkin My Baby Down              | Arnie Roman, Russ DeSalvo                                         | Ric Wake                       | 4:01  |
| 6.  | Next Plane Out                               | Diane Warren                                                      | Guy Roche                      | 4:58  |
| 7.  | Real Emotion                                 | Warren                                                            | Ric Wake                       | 4:26  |
| 8.  | When I Fall in Love (Duo avec Clive Griffin) | Edward Heyman, Victor Young                                       | David Foster                   | 4:20  |
| 9.  | Love Doesn't Ask Why                         | Phil Galdston, Barry Mann, Cynthia Weil                           | Walter Afanasieff              | 4:06  |
| 10. | Refuse to Dance                              | Charlie Dore, Danny Schogger                                      | Christopher Neil               | 4:20  |
| 11. | I Remember L. A.                             | Tony Colton, Richard Wold                                         | Christopher Neil               | 4:12  |
| 12. | No Living Without Loving You                 | Warren                                                            | Guy Roche                      | 4:23  |
| 13. | Lovin' Proof                                 | Warren                                                            | Ric Wake                       | 4:12  |
| 14. | Just Walk Away                               | Albert Hammond, Marti Sharron                                     | Steve Lindsay, Humberto Gatica | 4:58  |
| 15. | The Colour of My Love                        | David Foster, Arthur Ganov                                        | David Foster                   | 3:25  |
| 16. | To Love You More                             | Foster, Junior Miles                                              | David Foster                   | 5:28  |

## Distribution
| Pays        | Date              | Label                       | Format | Catalogue   |
| ----------- | ----------------- | --------------------------- | ------ | ----------- |
| États-Unis  | 9 novembre 1993   | Epic, 550                   | CD     | 57555       |
| Canada      | 9 novembre 1993   | Sony Music, Columbia        | CD     | 57555       |
| Japon       | 2 décembre 1993   | Sony Music Japan, Epic, 550 | CD     | 4747432     |
| Royaume-Uni | 21 février 1994   | Sony Music, Epic, 550       | CD     | 4747432     |
| Australie   | 7 mars 1994       | Sony Music, Epic, 550       | CD     | 4747432     |
| France      | 10 juin 1994      | Sony Music, Columbia        | CD     | 4747432     |
| Europe      | 12 septembre 2008 | Sony Music, Columbia        | CD/DVD | 88697381872 |
| Australie   | 27 octobre 2008   | Sony Music, Epic, 550       | CD/DVD | 88697381872 |

## Classement
| Pays              | Meilleure position | Certification | Vente     |
| ----------------- | ------------------ | ------------- | --------- |
| Allemagne         | 16                 | Or            | 250 000   |
| Australie         | 1                  | 9x Platine    | 630 000   |
| Autriche          | 18                 | Or            | 25 000    |
| Belgique Flandre  | 1                  | 2x Platine    | 100 000   |
| Belgique Wallonie | 13                 | 2x Platine    | 100 000   |
| Canada            | 1                  | Diamant       | 1 800 000 |
| Espagne           | 7                  | Platine       | 155 000   |
| États-Unis        | 4                  | 6x Platine    | 6 000 000 |
| Europe            | 4                  | 4x Platine    | 4 000 000 |
| Finlande          | 7                  | Platine       | 42 000    |
| France            | 7                  | Platine       | 300 000   |
| Grèce             | 1                  |               | 35 000    |
| Irlande           | 1                  |               | 80 000    |
| Italie            | 11                 | Platine       | 150 000   |
| Japon             | 7                  | 4x Platine    | 1 000 000 |
| Mexique           |                    | Platine       | 150 000   |
| Norvège           | 1                  | 3x Platine    | 150 000   |
| Nouvelle-Zélande  | 2                  | 6x Platine    | 90 000    |
| Pays-Bas          | 2                  | 3x Platine    | 300 000   |
| Portugal          | 2                  |               |           |
| Royaume-Uni       | 1                  | 5x Platine    | 1 900 000 |
| Suisse            | 9                  | Platine       | 55 000    |
| Suède             | 4                  | Platine       | 165 000   |

## Distinctions
| Année | Gala                   | Récompense                                                                                                  |
| ----- | ---------------------- | --- |
| 1994  | Grammy Awards          | Best Instrumental Arrangement Accompanying Vocal(s) – When I Fall in Love de David Foster et Jeremy Lubbock |
| 1994  | prix Juno              | Artiste féminine de l'année                                                                                 |
| 1994  | prix Félix             | Artiste féminine de l'année                                                                                 |
| 1994  | prix Félix             | Artiste québécois s'étant le plus illustré dans une autre langue que le français                            |
| 1994  | prix Félix             | Artiste québécois s'étant le plus illustré hors Québec                                                      |
| 1995  | World Music Awards     | World's Best Selling Canadian Female Recording Artist of the Year                                           |
| 1995  | Ivor Novello Awards    | Chanson de l'année – Think Twice                                                                            |
| 1995  | prix Juno              | Album de l’année                                                                                            |
| 1995  | prix Juno              | Meilleures ventes                                                                                           |
| 1996  | Midem                  | Récompense pour de plus de 10 millions de copies de ventes européennes                                      |
| 1996  | Japan Gold Disc Awards | Chanson internationale de l'année – To Love You More                                                        |
| 1996  | IRMA Awards            | Best International Female Artist Album – The Colour of My Love                                              |
| 1996  | Malta Music Awards     | Best Selling International Artist                                                                           |

## Citation
« Le 8 novembre 1993 restera à jamais gravé dans mon souvenir… J'avais un tout nouveau look ; pour la première fois de ma vie, je portais les cheveux très courts… J'ai dit alors au monde entier que René Angélil et moi allions nous marier. Je l'ai dit à la foule surexcitée du Métropolis et devant les caméras des télévisions montréalaises, françaises et anglaises. Je l'avais écris noir sur blanc au dos de la pochette de l'album… Puis j'ai embrassé l'homme que j'aime sur la bouche, devant deux mille personnes et toutes les télés…

Le lendemain, devant la réaction unanime des médias, j'ai pu crier victoire. Pour une fois, René Angélil s'était trompé. Pendant des années, il avait eu peur que les gens ne trouve notre couple mal assorti, qu'ils ne l'accusent, lui, de m'avoir manipulée… Depuis ce 8 novembre surtout, je parle très librement devant les médias. René aussi. [...] Je pouvais enfin chanter ce que nous vivions sans faire semblant, en toute sincérité.[réf. nécessaire] »